# Pik Patchor
Der Pik Patchor (russisch пик Патхор; auch Qullai Patkhor; tadschikisch Паххор) ist ein Berg in Tadschikistan im äußersten Süden des Pamirgebirges.

## Lage
Der Berg befindet sich im Südwesten der autonomen Provinz Berg-Badachschan im Bezirk Nohija Ruschon. Der Pik Patchor hat eine Höhe von 6083 m und bildet den höchsten Punkt der Ruschankette. Der 70 km nördlich gelegene Qullai Istiqlol (auch Pik Unabhängigkeit oder Pik Revolution, 6940 m) bildet den Dominanz-Bezugspunkt.

## Besteigungsgeschichte
Die Erstbesteigung gelang einer sowjetischen Bergsteigergruppe 1946 unter der Führung von Jewgeni Abalakow.